# Миончинский, Антоний
Граф Антоний Миончинский (1691—1774) — государственный и военный деятель Речи Посполитой, ротмистр панцирной хоругви, полковник (1727), староста луцкий (1723) и лосицкий (1762), каштелян подляшский (1738—1771), воевода подляшский (1771—1774).

## Биография
Представитель польского шляхетского рода Миончинских герба «Сухекомнаты». Старший сын воеводы волынского Атаназия Миончинского (1639—1723) и Елены Лущковской.
В 1727 году получил чин королевского полковника. В 1723 году получил во владение от своего отца луцкое староство. 6 декабря 1738 года стал каштеляном подляшским и сенатором Речи Посполитой. 17 августа 1771 года был назначен воеводой подляшским.
Кавалер Ордена Белого Орла (1738)
В 1729 году женился на Дороте Воронецкой (1712—1785), от брака с которой имел четырёх сыновей и двух дочерей:
- Тереза Миончинская, жена Михаила Александра Роникера
- Леон Миончинский (1730—1778), староста иновлодский
- Станислав Август Миончинский (род. 1735)
- Юзеф Миончинский (1743—1793), староста лосицкий, генерал французской армии
- Александр Каетан Миончинский (1751—1801), генерал-инспектор, депутат Четырёхлетнего сейма
- Анжелика Антонина Миончинская (1744—1813), жена князя Юзефа Николая Радзивилла (1736—1813).